# Центральная оперативная группа безопасности
Центральная оперативная группа безопасности (итал. Nucleo Operativo Centrale di Sicurezza, N.O.C.S., NOC) — антитеррористическое спецподразделение полиции Италии. Сформировано для выполнения самых сложных задач по освобождению заложников, задержания вооруженных преступников, охране VIP-персон и противодействию терроризму. Организационно подчиняется Центральной директории полиции общественной безопасности итальянского министерства внутренних дел. Является членом европейской ассоциации ATLAS.

## История
Первоначальным импульсом к организации отряда NOCS послужил террористический акт на мюнхенской олимпиаде 1972 года. В этом отношении отряд NOCS является преемником специальной полицейской группы «Nucleo Anticommando» в составе итальянской «Службы безопасности» (Servicio di Sicurezza или SDS). В период с 1983 по 1996 организационная структура отряда NOCS претерпела ряд существенных изменений в связи с появлением новых задач, например в подчинение отряда были введены подразделения кинологов, водолазов, специалистов по взрывчатке, снайперов и т. д.

## Организационная структура
Отряд подчиняется шефу оперативного командования специальных операций и действует в составе Центральной директории полиции общественной безопасности министерства внутренних дел Италии. Штаб-квартира подразделения NOCS и основная часть личного состава располагается в Риме.
Боевой состав отряда разделен на 5 команд и две секции:
- оперативная секция, которая состоит из:

- двух оперативных групп для проведения спецмероприятий,
- одной оперативной группы по обеспечению безопасности,
- отделения по отбору, обучению и переподготовке персонала.

- секция оперативной поддержки, которая имеет в своем составе:

- группы обеспечения связи,
- группы транспортных средств,
- группы медицинского обеспечения и др.

Помимо боевых групп в составе отряда имеется оперативное командование и секретариат, который занимается административной деятельностью.

## Отбор и обучение
Вступление в отряд NOCS возможно только на добровольной основе, при этом кандидат должен иметь стаж работы в правоохранительных органах Италии не менее четырёх лет. При наборе в подразделение потенциальные сотрудники и вспомогательный персонал проходят жесткий многоэтапный отбор, который включает в себя медицинское освидетельствование, психологические тесты, собеседование с офицерами отряда и проверку физической подготовленности. Характер проверок не предусматривает каких-либо скидок для женщин.
Кандидаты, прошедшие предварительный отбор направляются на шестимесячный курс базового обучения, которое включает:
- оперативную и тактическую подготовку,
- ситуационную практическую стрельбу,
- физические тренировки,
- прохождение препятствий,
- изучение боевых искусств,
- альпинизм и скалолазание,
- ориентирование на незнакомой местности и топографию и др.

Как правило, после обучения и всех тестов, отсеивается около 90-95 % кандидатов, оставшиеся зачисляются в действующий состав подразделения. Причем в течение первых двух лет новые сотрудники продолжают своё обучение, посещая занятия в специальных центрах подготовки итальянской полиции, армии и ВМФ.

## Фотогалерея

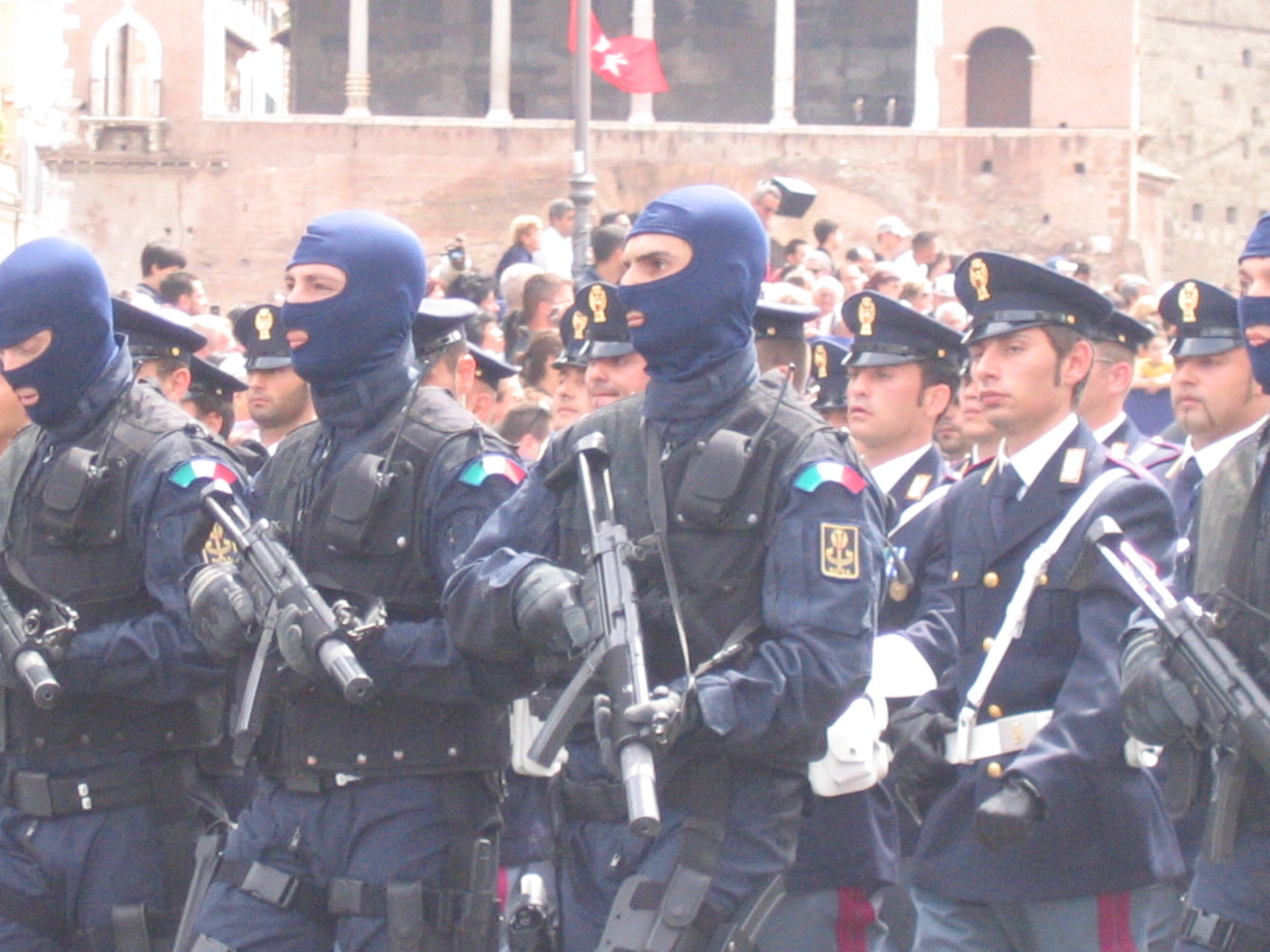
Группа NOCS на военном параде 2 июня 2007 года
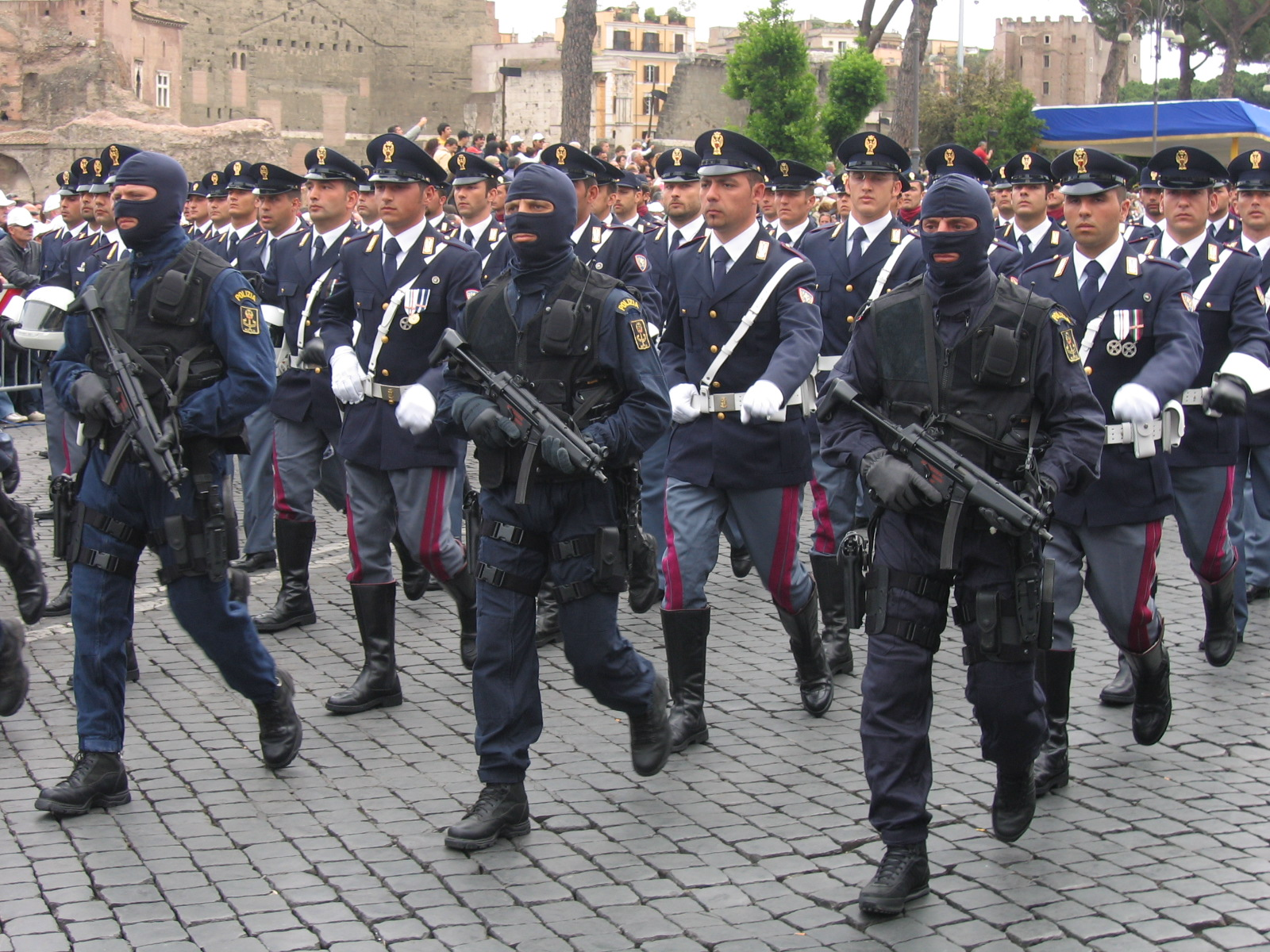
Группа NOCS на военном параде в Риме, 2 июня 2006 года, День Республики